# Gymnopogon chapmanianus
Gymnopogon chapmanianus là một loài thực vật có hoa trong họ Hòa thảo. Loài này được Hitchc. mô tả khoa học đầu tiên năm 1915.